# خان الرحبة

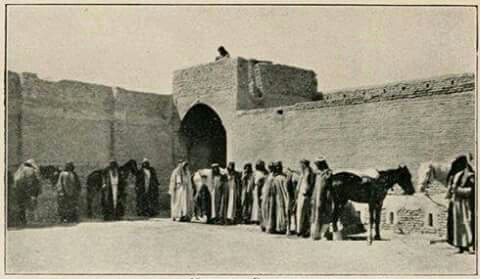

خان الرحبة أو قلعة الرحبة واحد من الاماكن السياحية المنسية في محافظة النجف،وتبعد الرحبة اليوم عن مدينة النجف الاشرف بـ35 كيلو متراً. وكان طريق الحج البري الذي فتح عام 1936 يمر عليها، وهي أول نقطة يقف عندها الحاج لفحص جوازات السفر، وكانت تلك الفترة من الايام الذهبية التي انتعش فيها اقتصاد الرحبة، كما هو الحال بالنسبة لقرية الرهيمة .
وأما عيونها فأهمها عين الرحبة وهي مصدر الحياة فيها، وتبعد عن القرية بنصف كيلو متر خارجاً. وهناك عيون أخرى مندرسة تحيط بها أهمها: عين بجاي، وعين يازي، وعين الخريبة.
وفيها مرقد محمد بن الحسن – قرب عين الرحبة الموجودة في زماننا – معروف مشهور وعليه قبة وله مزار تزوره الاعراب، وكان هذا القبر مندرساً واظهره وشيده السيد محمود الرحباوي والسيد محمود هذا هو الذي اظهر «عين الرحبة» المطمورة بالرمال لحوادث الدهر بعد الإسلام، واستنبط ماءها ورمم القصر القديم بجانبها، واقام في قصر عين الرحبة كدار سكني له، وصار مزاراً بمائها وارضها.